# 獵魔師養成班
《獵魔師養成班》（日语：ぷちはうんど）是日本漫畫家所著的日本漫畫作品。《Comic Blade Masamune》（Mag Garden發行）2004年春季號結尾預告表示連載後，於初夏號中正式連載。Petit代表「小的」，Hound代表「獵犬」之意。擁有獸耳與獸尾之美少女登場的萌系奇幻漫畫。Comic Blade Masamune停刊後於月刊Comic BLADE繼續連載。

## 劇情簡介
進入政府登錄的「獵魔師養成學校」就讀的主角一馬，在開學典禮當天提早三小時到校而無所事事，因而到城外狩獵，卻遇到擁有犬耳與犬尾的女孩緹薾，也因為發現了緹薾秘密的關係而遭受到拿著日本刀突襲而來的美少女小鳥威脅。
在回到學校後進入教室內，果不其然緹薾與小鳥也坐在教室裡，但是兩人卻以正常少女的姿態出現......。
莫名其妙結束的第一天學校生活，一馬回到自己的租屋處卻發現緹薾與小鳥兩人早已在屋內等待著一馬。「要當場死亡，還是要幫助我們？」受到小鳥這樣威脅的一馬，只好答應幫助兩人，兩人也因此生活在一馬的住處。
純真的緹薾與擁有可愛臉蛋卻隱藏著可怕一面的小鳥以及對女性沒有免疫力的一馬，就這樣開始了奇幻的生活！

## 登場人物
一馬·七鳩
配音：柿原徹也
身高：178公分，18歲。身材纖細。白色頭髮、瞳色為紅色。
出生於錫斯村。7歲時村出身的村莊被魔物襲擊，只剩下他一個人存活著。之後被孤兒院收留，10歲時成為協會登錄獵魔師。現在的獵魔師等級為A+。
個性稍微黑暗。完全沒有朋友。
個人情報有完全沒有。
不時會流露出心聲。小鳥發覺後會說「心聲露出來了喔」。
身為獵魔師，以槍為武器。主張著「不把槍口指著女性」。
所使用的槍與子彈皆為定製品，擁有「一發即死的效果」。
血液具有毒性，即使只是少量也足以致命。
真正的身份是巫女的兒子
緹薾=梅露露（テイル=メルル）
配音：門脇舞以
身高：142公分（加鞋底），自稱16歲，外表大約7~9歲。亮褐色短髮，金色瞳色。
不時獸耳會顯現出來。據說是原本的樣貌，在入學獵魔師養成學校的當天就顯現出來了。
3歲時就在孤兒院裡，因為要就讀獵魔師養成學校而離開孤兒院。
以特優生的方式進入，所以並沒有接受考試。
真正身份是朔夜的女兒，與母親同樣沒有方向感。
小鳥=櫻井（コトリ=サクライ）
配音：佐藤利奈
深褐色的直髮。可愛系的美人。
「獵犬」的其中之一。把緹薾視為「第二重要之物」，盡一切所能保護緹薾。
具有低血壓症狀，因此早起對小鳥來說非常困難。
使用武器為日本刀，需要使用時由右手中抽出。
把被巫女變成人類的最初的「獵犬」朔夜視為最重要的人。
真正身份是第三獵魔師養成學校的現任理事長「小鳥=露米納斯迪特=Licross(コトリ=ルミナスティード=リクロス)」，與11年前病逝的前任理事長是夫婦。
朔夜（サクヤ）
史上最初的「獵犬」，一切「獵犬」的祖先。同時也是緹薾的母親。
外表與緹薾相似，只是耳朵與尾巴是銀色。
小鳥最重視的人。
以前在瀕死的時候，被巫女救活，並把其化為人形。自此把巫女視為自己的主人。
沒有方向感。同時也遺傳了給自己的女兒緹爾。
戰鬥能力極高，能輕易打倒兩名「零課」的成員。
第64話時，現身拯救巫女的兒子一馬。
一輝·比爾迪魯·古雷貝爾
一馬的父親，軍火商家族的三男。憑藉關係與賄賂進入零課。實力只有普通人程度。
小時候與父親一同視察零課時，偶然遇上巫女並單戀對方。

## 用語
獵魔師（Hunter）
以狩獵魔物為工作之人的稱呼。
誰都可以成為「協會登錄獵魔師」，其中一群人具有較優秀的能力，從政府認可的獵魔師養成學校畢業可成為「政府登錄獵魔師」。
獵魔師ID卡分為協會ID卡與政府ID卡，協會ID卡為銀色，政府ID卡則為金色。
打倒魔物時ID卡會自動記錄打倒的魔物，同時狩獵獎金也會記錄到卡片中。
魔器
擁有魔力的武器。
體積小威力大的魔器，其品質較為優良，價值也較高，甚至可以買起數棟房子。
一馬所使用的為槍型魔器。
魔獸
魔器的一種。
由生物改變外觀形成像武器一般的模樣。
威力遠大於魔器，但是非常不易控制。
獵犬（Hound）
由巫女（獵犬們稱他為「公主」）將狼型魔物化為人形後所產下的後代稱為獵犬。
由於魔物本性是殺戮，為了表示不會傷害公主而把「牙齒」拔掉，而「牙齒」也成為獵犬專用的魔器。
獵犬誕下孩子後，能力會大幅下降。而身為初代獵犬的朔夜則沒有此問題。
牙齒
從初代獵犬朔夜身上所拔下的牙齒，具有魔力。
牙齒的具有抑制魔物本能的效果。
獵犬攜帶著牙齒便會有功效，然而放入體內效果更加顯著。
緹薾持有的啵奇實際上是朔夜委託了某人把其中一枚牙齒改造為能夠自主行動的玩偶。

## 出版書籍
| 卷數 | Mag Garden     | Mag Garden             | 東立出版社     | 東立出版社             |
| 卷數 | 發售日期       | ISBN                   | 發售日期       | ISBN                   |
| ---- | -------------- | ---------------------- | -------------- | ---------------------- |
| 1    | 2005年6月10日  | ISBN 978-4-86127-147-2 | 2006年1月5日   | ISBN 978-986-11-7736-1 |
| 2    | 2006年8月10日  | ISBN 978-4-86127-287-5 | 2007年4月10日  | ISBN 978-986-11-7737-3 |
| 3    | 2007年10月10日 | ISBN 978-4-86127-428-2 | 2007年12月30日 | ISBN 978-986-10-0706-9 |
| 4    | 2008年11月10日 | ISBN 978-4-86127-551-7 | 2009年3月15日  | ISBN 978-986-10-2848-4 |
| 5    | 2010年1月9日   | ISBN 978-4-86127-687-3 | 2010年12月25日 | ISBN 978-986-10-5189-5 |
| 6    | 2011年2月25日  | ISBN 978-4-86127-821-1 | 2012年1月25日  | ISBN 978-986-10-7436-8 |
| 7    | 2012年3月25日  | ISBN 978-4-86127-962-1 | 2012年10月30日 | ISBN 978-986-10-9918-7 |
| 8    | 2013年8月10日  | ISBN 978-4-80000-194-8 | 2014年4月14日  | ISBN 978-986-337-465-7 |
| 9    | 2015年6月10日  | ISBN 978-4-80000-470-3 | 2016年4月29日  | ISBN 978-986-431-833-9 |
| 10   | 2017年4月10日  | ISBN 978-4-80000-674-5 | 2018年8月20日  | ISBN 978-986-486-313-6 |
| 11   | 2018年11月10日 | ISBN 978-4-8000-0803-9 | 2022年1月10日  | ISBN 978-957-26-2303-9 |

## 外部連結
- ねこねこ個人網站-††††猫禁猟区†††† （页面存档备份，存于）（日語）